# العلاقات البوسنية السويسرية
العلاقات البوسنية السويسرية هي العلاقات الثنائية التي تجمع بين البوسنة والهرسك وسويسرا.

## مقارنة بين البلدين
هذه مقارنة عامة ومرجعية للدولتين:
| وجه المقارنة                                              | البوسنة والهرسك                                             | سويسرا                                                                                      |
| --------------------------------------------------------- | ----------------------------------------------------------- | ------------------------------------------------------------------------------------------- |
| المساحة (كم2)                                             | 51.20 ألف                                                   | 41.28 ألف                                                                                   |
| عدد السكان (نسمة)                                         | 3.51 مليون                                                  | 8.21 مليون                                                                                  |
| الكثافة السكانية (ن./كم²)                                 | 68.55                                                       | 198.89                                                                                      |
| العاصمة                                                   | سراييفو                                                     | برن                                                                                         |
| اللغة الرسمية                                             | اللغة البوسنوية، اللغة الكرواتية، اللغة الصربية             | اللغة الألمانية، اللغة الإيطالية، لغة فرنسية، اللغة الرومانشية، الألمانية السويسرية الموحدة |
| العملة                                                    | مارك بوسني                                                  | فرنك سويسري                                                                                 |
| الناتج المحلي الإجمالي (بليون دولار)                      | 18.17 مليار                                                 | 678.89 مليار                                                                                |
| الناتج المحلي الإجمالي (تعادل القوة الشرائية) بليون دولار | 41.35 مليار                                                 | 518.07 مليار                                                                                |
| الناتج المحلي الإجمالي الاسمي للفرد دولار أمريكي          | 4.25 ألف                                                    | 80.94 ألف                                                                                   |
| الناتج المحلي الإجمالي للفرد دولار أمريكي                 | 10.43 ألف                                                   | 59.54 ألف                                                                                   |
| مؤشر التنمية البشرية                                      | 0.733                                                       | 0.930                                                                                       |
| رمز المكالمات الدولي                                      | +387                                                        | +41                                                                                         |
| رمز الإنترنت                                              | .ba                                                         | .ch، .swiss ‏                                                                                |
| المنطقة الزمنية                                           | توقيت وسط أوروبا، ت ع م+01:00، ت ع م+02:00، أوروبا/سراييفو ‏ | توقيت وسط أوروبا، ت ع م+01:00، ت ع م+02:00، أوروبا/زيورخ ‏                                   |

## منظمات دولية مشتركة
يشترك البلدان في عضوية مجموعة من المنظمات الدولية، منها:
| علم المنظمة | اسم المنظمة                               | تاريخ انضمام البوسنة والهرسك | تاريخ انضمام سويسرا |
| ----------- | ----------------------------------------- | ---------------------------- | ------------------- |
|             | مؤسسة التمويل الدولية                     | 25 فبراير 1993               | 29 مايو 1992        |
|             | منظمة حظر الأسلحة الكيميائية              | ?                            | ?                   |
|             | يونسكو                                    | 2 يونيو 1993                 | 28 يناير 1949       |
|             | الاتحاد الدولي للاتصالات                  | 20 أكتوبر 1992               | 1866                |
|             | الأمم المتحدة                             | 22 مايو 1992                 | 10 سبتمبر 2002      |
|             | مجلس أوروبا                               | 24 أبريل 2002                | ?                   |
|             | منظمة الشرطة الجنائية الدولية             | ?                            | ?                   |
|             | البنك الدولي للإنشاء والتعمير             | 25 فبراير 1993               | 29 مايو 1992        |
|             | منظمة الأمن والتعاون في أوروبا            | 30 أبريل 1992                | 25 يونيو 1973       |
|             | الاتحاد البريدي العالمي                   | ?                            | ?                   |
|             | مؤسسة التنمية الدولية                     | 25 فبراير 1993               | 29 مايو 1992        |
|             | المنظمة الأوروبية لسلامة الملاحة الجوية   | 2004                         | 1992                |
|             | المركز الدولي لتسوية المنازعات الاستشارية | 13 يونيو 1997                | 14 يونيو 1968       |
|             | وكالة ضمان الاستثمار متعدد الأطراف        | 19 مارس 1993                 | 12 أبريل 1988       |

## أعلام
هذه قائمة لبعض الشخصيات التي تربطها علاقات بالبلدين:
- أرمين أليسيفيتش (لاعب كرة قدم سويسري، 6 مارس 1994 – )
- ألمين عبدي (لاعب كرة قدم سويسري، 21 أكتوبر 1986[23] – )
- أمرا ساديكوفيتش (لاعبة كرة مضرب سويسرية، 6 مايو 1989 – )
- إيفان راكيتيتش (لاعب كرة قدم كرواتي، 10 مارس 1988 – )
- داريو كالزيتش (لاعب كرة قدم، 1 نوفمبر 1969[24] – )
- دانييل بافلوفيتش (22 أبريل 1988[25] – )
- دانييل سوبوتيتش (لاعب كرة قدم سويسري كرواتي، 31 يناير 1989[26] – )
- عزت هاجروفيتش (لاعب كرة قدم بوسني، 4 أغسطس 1991[27] – )
- فلاديمير بيتكوفيتش (15 أغسطس 1963[28] – )
- ماريو غافرانوفيتش (لاعب كرة قدم سويسري، 24 نوفمبر 1989[29] – )
- هاريس سيفيروفيتش (لاعب كرة قدم سويسري، 22 فبراير 1992[30] – )

## وصلات خارجية
- موقع وزارة الخارجية البوسنية
- موقع وزارة الخارجية السويسرية